# Енріке Аморім
Енрі́ке-Мануе́ль Аморі́м (нар. 25 липня 1900 — пом. 28 липня 1960) — уругвайський письменник-комуніст, один з найпопулярніших романістів Латинської Америки ХХ століття. Аморім — поет, прозаїк, кіносценарист, публіцист.
Тематика його творів: боротьба за мир, за аграрну реформу, за соціальні права.

## Твори
Відомі твори: «Віз», «Кінь та його тінь», «Селянин Агіляр», «Перемога не приходить сама», «Лісники» та ін.
Тв.: Укр. перекл. — Корраль Аб'єрто. К., 1958.